# Duindoornboorvlieg
De duindoornboorvlieg (Rhagoletis batava) is een vliegensoort uit de familie van de boorvliegen (Tephritidae). De wetenschappelijke naam van de soort is voor het eerst geldig gepubliceerd in 1958 door Hering.